# Воронков, Анатолий Дмитриевич
Анатолий Дмитриевич Воронков (1918 год, Ташкент — 1966 год) — председатель сельхозартели «Красные горные орлы» Урджарского района Семипалатинской области, Казахская ССР. Герой Социалистического Труда (1957).

## Биография
В 1936 году окончил Алма-Атинский зооветеринарный институт, после чего трудился в совхозе «Скотовод» Жарминского района Восточно-Казахстанской области. Участвовал в Великой Отечественной войне. После демобилизации возвратился в Казахстан, где работал начальником управления сельского хозяйства Семипалатинской области.
С 1952 года — научный сотрудник Алма-Атинского зооветеринарного института. В 1954 году был назначен председателем сельскохозяйственной артели «Красные горные орлы» Уджарского района.
Под его руководством колхоз «Красные горные орлы» вышел в передовые сельскохозяйственные предприятия Уджарского района. За выдающиеся трудовые достижения был удостоен звания Героя Социалистического Труда указом Президиума Верховного Совета СССР от 11 января 1957 года c вручением ордена Ленина и золотой медали «Серп и Молот».
С 1961 года — заведующий отдела сельского хозяйства Семипалатинской области. С 1963 по 1966 года — секретарь семипалатинского Обкома КПСС.
Скончался в 1966 году.

## Награды
- Герой Социалистического Труда
- Орден Ленина
- Орден Красной Звезды